# Anarcosindicalismo en Cataluña durante la guerra civil española

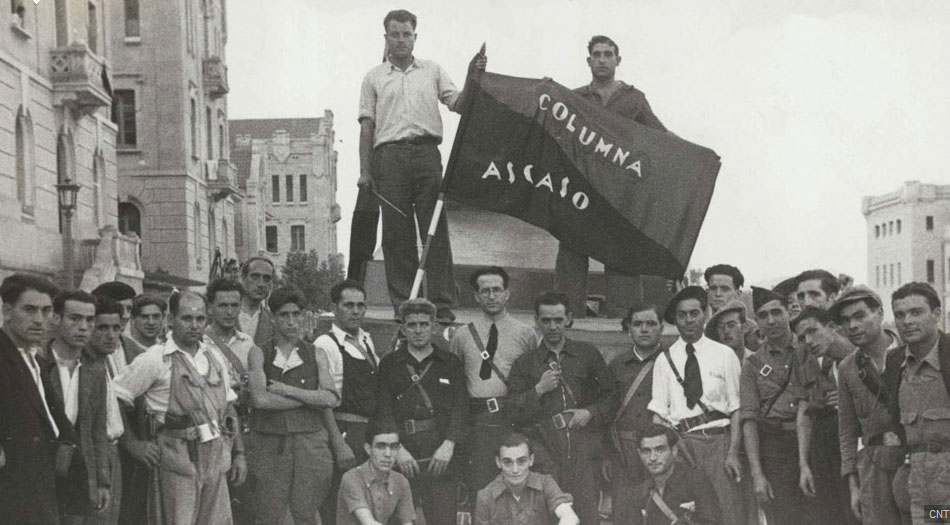
Milicianos de la Columna Ascaso en julio de 1936, antes de partir al Frente de Aragón.

Durante la mayor parte de la guerra civil española, Cataluña fue el mayor bastión del anarcosindicalismo durante la guerra y donde se desarrolló con mayor profundidad la revolución social que tuvo lugar en la retaguardia republicana tras el estallido de la Guerra y que instauró un tipo de sociedad anarcosindicalista o anarcocomunista.

## Antecedentes
Durante 70 años el movimiento obrero en Cataluña había estado poderosamente influenciado por las ideas anarquistas. Casi todas las sociedades obreras creadas desde el siglo XIX habían tenido un componente anarquista bastante importante. Esta hegemonía del anarquismo se traduce en una escasa influencia del socialismo, que prácticamente hasta 1936 no contaría políticamente.
En 1910 se funda la CNT, a raíz de diversas sociedades obreras operantes en Barcelona y otros pueblos y ciudades catalanas, que habían formado Solidaridad Obrera. Pronto el sindicato comienza a crecer, con períodos de ilegalización, llegando a 1918 al Congreso de Sants. En este congreso se decide la creación de los Sindicatos Únicos, en sustitución del viejo sindicalismo gremial. Las circunstancias que se vivían y el acierto de la medida, hacen que en solamente un año después, en 1919, el sindicato se dispare englobando a cerca de 400.000 trabajadores, prácticamente toda la clase obrera organizada en Cataluña.
En esta época las organizaciones patronales, en connivencia con individuos de la delegación de seguridad de Barcelona, organizan grupos de pistoleros que se dedican a asesinar a los líderes sindicales más destacados de la organización, entre otros Salvador Seguí, secretario nacional de la CNT. Esta se ve pronto privada de sus cuadros más importantes, entre muertos, heridos y huidos, así como por las numerosas redadas contra el sindicato. Alrededor de 400 cenetistas morirán entre 1917 y 1923. Se produce poco a poco un relevo generacional entre los sindicalistas de primera hora y los nuevos sindicalistas formados al calor de las grandes huelgas como la de La Canadiense, y fogueados por los grupos de acción, que se van formando por aquel entonces (ver Los Solidarios).
Sin embargo, para acallar las huelgas (ya en retroceso hacia 1923) de Barcelona, y, sobre todo, para tapar el caso del Desastre de Annual, el capitán de la guarnición de Barcelona, Miguel Primo de Rivera da un golpe de Estado, que es aceptado por el Rey Alfonso XIII, el 23 de septiembre de 1923. Durante 7 años en España existe una dictadura. Muchos sindicatos deciden pasar a la clandestinidad, mientras que otros esperan a que los cierre el gobierno. En esta época hay toda una nueva generación de militantes anarquistas que se formará en los ateneos libertarios y grupos culturales, excursionistas, esperantistas, etc. y que en los años 30 tendrán un papel destacado en el sindicato. En 1927 se crearía la Federación Anarquista Ibérica, en Valencia, que los irá organizando políticamente.
Al terminar la dictadura, y llegar la II República, los obreros la apoyarán masivamente pensando que las cosas cambiarían en lo social. Sin embargo los anarquistas dentro de la CNT no dan tregua y comienzan un ataque sistemático contra la legitimidad de la República. En pocos meses se ven los frutos, a lo que también contribuye la crisis del 29, que se comienza a manifestar a mediados de 1931, pasadas ya las celebraciones por la República. En el Congreso de Madrid de la CNT, en junio de 1931, de Cataluña hay representados cerca de 200 000 afiliados. A finales del verano habría alrededor de 400 000.
Pero pronto la CNT se rompe en dos, ya que el impulso revolucionario de los grupos anarquistas - ya estuvieran organizados o no en la FAI - provocará choques políticos con los más moderados, partidarios de dar tiempo a que se consolide la República. Estos serán conocidos como los treintistas, que en agosto de 1931 sacaron a la luz un manifiesto llamado el Manifiesto de los Treinta apoyado por militantes conocidos como Eusebio Carbó, Ángel Pestaña o Joan Peiró. Pronto comenzarán los choques entre ambas facciones hasta que en 1932 comienzan las expulsiones y las escisiones. Además, paralelamente, se realiza una expulsión de los marxistas del BOC, que controlaban algunos sindicatos (sindicato mercantil de Barcelona, unión local de Lérida...) que terminarán confluyendo hacia 1935 en el POUM marxista y su frente sindical.
El predominio del sector más revolucionario en la CNT provoca una época insurreccional de unos dos años en los que la Organización se embarcará hasta en tres intentonas revolucionarias. Una de ellas, la primera, fue espontánea, y se produce en el Alto Llobregat, el 8 de enero de 1932, cuando varios pueblos proclamaron el comunismo libertario tras una huelga general en el sector de la minería. En otros casos la insurrección fue planificada con antelación, por ejemplo la de enero de 1933 y la de diciembre de 1933.
Pero estas insurrecciones provocan una fuerte represión del gobierno de la Generalidad que, junto con los problemas internos, terminan minando el sindicato. Para 1934, en Barcelona la CNT vivirá su momento más bajo, cosa que se reflejará en su nula participación en la huelga de octubre de 1934, que monopolizaron los republicanos catalanistas y que mientras en otras partes adquiría tintes revolucionarios en Barcelona se aprovechó para intentar proclamar el Estado Catalán. Por primera vez en ese momento se dan cuenta algunos revolucionarios que la CNT no está sola, y que tendrá que contar con todo el movimiento obrero organizado en otras centrales sindicales y con las clases medias, si quieren hacer la revolución.
La CNT llegaría a 1936 dividida en varios sectores (treintistas y faístas, sobre todo; pero conviviendo éstos con núcleos de republicanos federales, simpatizantes del POUM, socialistas o incluso catalanistas), que firmarían las paces en el Congreso de Zaragoza, en mayo de 1936. En el Congreso aunque se resuelve la escisión, la CNT catalana agrupaba a unos 130 000 afiliados. La cifra se recuperaría hasta el verano, cuando habría ya de nuevo unos 200.000 trabajadores organizados en la CNT. Pero tantas escisiones y expulsiones habían dado lugar a una renacida UGT que fue el refugio de los obreros disconformes con el anarquismo, o con cómo se habían hecho las cosas durante años. En la UGT terminó convergiendo también el frente sindical del POUM (la F.O.U.S.), que prefirió unirse a una UGT dominada por otras fuerzas marxistas (PSOE y PCE, principalmente) que volver con la CNT.
En tanto a la FAI, esta se hallaba dividida en dos facciones importantes, una en torno al grupo Nosotros (García Oliver, Ascaso, Durruti, Ortiz, Jover, Vivancos, etc.) y la otra en torno al grupo Nervio (Diego Abad de Santillán, Pedro Herrera, Fidel Miró, Germinal de Sousa, etc.). Ambos grupos tenían posiciones encontradas respecto a la toma del poder y a la creación de un ejército revolucionario. Mientras los primeros estaban a favor de tomar algún día el poder, y de que para ello, habría que crear un ejército revolucionario, los segundos estaban totalmente en contra, pensando que habría que crear una estructura sindical y social para hacer el poder redundante, en tanto al ejército eran antimilitaristas convencidos. Las posturas de ambos grupos se trastocarían durante los meses siguientes.

## Comités de Defensa de la CNT
El origen de las milicias de la CNT en la guerra civil española está en los Comités de Defensa. Estos comités eran la organización militar clandestina de la CNT, financiada por los sindicatos y su acción estaba subordinada a estos. Su antecedente histórico son los diferentes grupos de acción, como Los Solidarios, que lucharon contra el pistolerismo de la patronal entre 1917 y 1923.
Las funciones esenciales de los comités de defensa eran dos: armas e intendencia, en el sentido amplio de la palabra. Los comités de defensa podían considerarse como la continuidad, reorganización y extensión de los grupos de acción y autodefensa armada de los años del pistolerismo (1917-1923).
No fueron la única milicia clandestina existente durante la República. El Partido Comunista había formado las Milicias Antifascistas Obreras y Campesinas a partir de 1934. En el Bando Nacional los Requetés (milicias carlistas) llegaron a organizar desfiles paramilitares en algunas ciudades, como en Sevilla el 15 de abril de 1934. Las fuerzas de la falange intentaron imitar la estrategia de la tensión utilizada por Mussolini en Italia. En tiempos de una gran violencia política casi todas las fuerzas políticas tenían milicias paramilitares.
Los Comités de Defensa fueron sustituidos, en agosto, por las Patrullas de Control que actuaban a las órdenes del Comité Central de Milicias Antifascistas de Cataluña. Los comités de defensa fueron reactivados en mayo de 1937.

## Milicias confederales
Las milicias confederales fueron una milicia popular, organizada durante la guerra civil española por la CNT y FAI, que tuvieron un importante papel en la Guerra Civil y la sublevación de las tropas franquistas en 1936.
En Cataluña estas milicias partían directamente de la iniciativa de los comités de defensa. Los comités se organizaban por barriadas y por sindicato. Tras derrotar al ejército el 19 de julio, en Barcelona los comités de la CNT habían conquistado sus cuarteles y sus arsenales. El 20 de julio asaltaron los cuarteles de San Andrés, que tenían unos 30.000 fusiles. Además los comités de defensa se fueron instalando en el Cuartel del Bruc, en el barrio de Pedralbes, renombrándolo Cuartel Bakunin, así como en otros cuarteles. Los sindicatos, por su parte, tomaron posesión de numerosas instalaciones militares y civiles. Las fuerzas del orden no podían hacer nada, ya que cualquier reacción violenta en ese momento hubiera provocado que se les viera como fascistas.
El 21 de julio de 1936 se creó en Barcelona el Comité Central de Milicias Antifascistas de Cataluña en el que participan las distintas facciones republicanas y sindicales, teniendo mucho peso en ella la CNT-FAI. Aunque pudiera parecer una victoria, se trata, de facto, de una renuncia a la toma del poder, entendida como "dictadura" de los líderes anarquistas, y no como imposición, coordinación y extensión del poder que los comités revolucionarios ya ejercían en la calle.
A partir de este momento, es el CCMA y no la CNT-FAI quien dirige las operaciones militares en Cataluña y, desde allí, el frente de Aragón. El 24 parten las dos primeras columnas (ambas anarquistas), al mando de Durruti y Ortiz. En esos mismos días se formaron además columnas del PSUC (Trueba-Del Barrio) y del POUM (Lenin). En dos meses, el comité consiguió organizar a unos 20 000-25 000 milicianos que se repartían en un frente de 300 kilómetros. Los mencionados comités de defensa dejaron de operar en Barcelona ya que, o bien sus miembros están en los comités de barriada organizando la revolución mediante los comités de abastos, que alimentaban la ciudad, o bien estaban en los frentes de guerra. Hasta mayo de 1937 permanecieron inactivos. Por su parte, la Generalidad, al reformar su gobierno, incluirá una cartera de defensa, que estará en manos de Felipe Díaz Sandino, entonces muy cercano a García Oliver, el alma del CCMA en esos días.
Entre el 21 de julio y el 10 de agosto de 1936 se constituyen las Patrullas de Control como "policía revolucionaria" dependiente del Comité Central de Milicias Antifascistas de Cataluña (CCMA). La mitad aproximada de los 700 patrulleros tenía carnet de la CNT, o eran de la FAI; la otra mitad estaba afiliada al resto de organizaciones componentes del CCMA: POUM, Esquerra Republicana de Cataluña (ERC) y PSUC, fundamentalmente. Sólo cuatro delegados de sección, sobre los once existentes, eran de la CNT: los de Pueblo Nuevo, Sants, San Andrés (llamado Armonía durante la guerra) y Clot; otros cuatro eran de ERC, tres del PSUC y ninguno del POUM. Las Patrullas de Control dependían del Comité de Investigación del CCMA, dirigido por Aurelio Fernández (FAI) y Salvador González (PSUC).
A primeros de agosto el Gobierno central reacciona y convoca a la movilización de las quintas de 1933, 1934 y 1935. Se presenta el dilema de disolver el ejército y las fuerzas del orden público. El CCMA por su parte, el 6 de agosto, decide movilizar a las quintas de 1933, 1934 y 1935, igual que el Gobierno. La idea será crear un ejército de milicias capaz de derrotar a los militares rebeldes en Zaragoza.
La cuestión del orden público la resuelven momentáneamente las patrullas de control. Sin embargo en el ejército, ya que no se lo disuelve y se sustituye por las milicias, se decide la creación de un cuerpo de control de cada futuro mando militar o técnico (se habían sublevado). Se trataba de los Consejos de Obreros y Soldados. Se realizaron por acuerdo entre la CNT y la UGT (a idea de García Oliver para controlar el ejército), en los cuarteles a partir de soldados vinculados a los sindicatos. El comité ejecutivo lo formaban 4 miembros de la CNT (Dionisio Eroles, Antonio Costas, Antonio Seba y Juan García) y 3 de la UGT. También a iniciativa de García Oliver se constituye una escuela de oficiales, que al igual que les pasaría a los oficiales que salían de las escuelas republicanas no eran bien recibidos en las milicias de primera línea. Era esta otra iniciativa encaminada a controlar el ejército a largo plazo, en lugar de disolverlo.
Lo que estaba ocurriendo en Barcelona tenía una importancia trascendental para la CNT de toda España ya que era en esta ciudad donde tenía más afiliados, sus mejores cuadros militantes, y su organización más potente y veterana. Era pues en Barcelona donde las decisiones que tomara la CNT iban a afectar el curso futuro de toda la CNT del país.

### El Frente de Aragón
A partir de este momento la CNT catalana se da a una actividad febril para conquistar ciudades clave como Zaragoza o Huesca que habían caído bajo el control de los militares sublevados. La CNT de Barcelona tenía una intensa relación con sus compañeros de Aragón. Numerosos militantes de esta región habían ido a vivir a Barcelona. Asimismo, Zaragoza era un nudo de comunicaciones, a medio camino entre Madrid, Barcelona, Valencia y Bilbao.
Zaragoza había caído casi sin lucha, ya que los sindicatos habían decidido convocar una huelga general de tipo económico, es decir, defensiva, en lugar de actuar rápidamente contra los militares y sus aliados civiles. De nada sirvieron los 20 000 afiliados en esa ciudad de la CNT ni los 8000 de la UGT. La ciudad cayó en poder del general Cabanellas que ordenó la masacre de los obreros. Muchos de ellos, sin embargo, huirían de la ciudad uniéndose a las columnas que venían de Cataluña.
Desde el 24 de julio saldrían varias columnas catalanas. La primera fue la Columna Durruti, que salió desde la Diagonal de Barcelona el 24. Unas horas más tarde saldría la Columna Sur Ebro. Al día siguiente saldrían la Columna Ascaso y la columna Trueba-Del Barrio, de la UGT y del PSUC y otra columna del POUM, llamada Lenin. Las tres primeras serían columnas de la CNT, y estarían comandadas por Buenaventura Durruti, por Antonio Ortiz Ramírez y por Gregorio Jover, todos del grupo anarquista Nosotros, al que también pertenecía Juan García Oliver, que entonces era consejero de Guerra del Consejo de Milicias (CCMA).
Estas milicias fueron absorbiendo grupos autónomos que habían salido por su cuenta y que se encontraban por el camino o en el frente. Entre otros estuvo el de José Subirats, de Lérida. También en Lérida saldría la columna Hilario-Zamora. De Tarragona saldrían la columna Peñalver y la columna Insa Arenal, mezcla de guardias, soldados y voluntarios. En Aragón estas columnas se encontrarían con la Carod-Ferrer (cenetistas de la comarca del Matarraña y Tierra Alta) o con los soldados de Barbastro, a las órdenes del coronel Villalba, que no se habían sublevado. Más tarde recibirían apoyos de columnas de pueblos como la Columna Vallés Oriental, la columna Figueres, grupo Noi del Sucre, columna Costa del barrio de Horta de Barcelona...
Y todas las columnas recibieron el apoyo de los voluntarios internacionales que entonces se encontraban en Barcelona participando de las Olimpiadas Populares, un evento deportivo que fue organizado por las organizaciones obreras como protesta contra las Olimpiadas de Berlín, entendidas como un acto de propaganda nazi. La mayoría de los participantes en estas Olimpiadas eran comunistas, y se alistaron en las diferentes columnas en los grupos internacionales siendo los precursores de las futuras Brigadas Internacionales.
Para el mes de agosto se organizaron nuevas columnas como la Aguiluchos, Macià-Companys; y en septiembre la Columna Roja y Negra, y la columna Bueno o pirenaica, en la que participaría una pequeña unidad de la CNT de Sabadell, el batallón Alpino.
Todo este frente se podría cuantificar en unas 25 000 personas hacia octubre de 1936, quizás 30 000. Entre los combatientes había más de 1000 voluntarios internacionales, y probablemente, unas 500 mujeres milicianas. Esta masa de combatientes se dividía, de norte a sur, en las siguientes columnas:
- 1. «Bueno» (pequeña columna compuesta en gran parte por catalanes de Esquerra, soldados y milicianos de la UGT y de la CNT; al mando del comandante Mariano Bueno).
- 2. «Lenin» (columna compuesta por milicianos del POUM y un núcleo de Internacionales; al mando de Jordi Arquer y Manuel Grossi).
- 3. «Ascaso» (columna compuesta por milicianos de la CNT-FAI, anexionando las fuerzas militares de Barbastro. Delegado general: Gregorio Jover).
- 4. «Aguiluchos» (columna compuesta por milicianos de la CNT-FAI. Delegado general: García Vivancos).
- 5. «Carlos Marx» (columna compuesta por milicianos del PSUC y UGT. Delegado general: José del Barrio).
- 8. «Maurín» (columna compuesta por milicianos del POUM, en su mayoría obreros de Lérida. Delegado general: José Rovira).
- 7. «Durruti» (columna compuesta por milicianos de la CNT -FAI. Delegado general: Buenaventura Durruti).
- 8. «Sur-Ebro» (columna compuesta por milicianos de la CNT-FAI. Delegado general: Antonio Ortiz).
- 9. «Peñalver» (pequeña columna salida de Tarragona, compuesta por obreros y militares. Delegado general: Peñalver).
- 10. «Mena» (columna pequeña salida de Tarragona. Delegado general: Mena).

Estas dos últimas columnas fueron absorbidas respectivamente por la Sur-Ebro y la Macià-Companys, al mando esta última de Pérez Salas. Esta columna enlazaría con el Frente de Teruel.
A pesar del importante despliegue en el Frente de Aragón las columnas milicianas no lograrían alcanzar sus objetivos. Se produjeron combates en Caspe, Belchite, Fuendetodos, Pina de Ebro o en Huesca (batalla de Monte Pelado), pero terminaron con fuertes bajas de los milicianos. Los nacionales lograban defender bien sus posiciones y pronto el frente se vio frenado por la falta de armas y de municiones.
Al avanzar el ejército de África por Extremadura y el Valle del Tajo, en septiembre y octubre de 1936, el gobierno central, privó de suministros a los frentes secundarios, en vista del peligro que corría Madrid. Esto provocó una desactivación general en el frente de Aragón. De esta forma los miles de milicianos que allí se encontraban comenzaron a frecuentar cada vez más los pueblos de la retaguardia, que a su vez, ya comenzaban a crear las primeras colectividades.
En este proceso se da la reconstrucción de los sindicatos de la CNT en el Aragón liberado desarticulados en julio de 1936, y del Comité Regional de la CNT aragonesa. Después, tras un proceso de debate en el que se convocó un Pleno, el 6 de octubre de 1936, y en el que participaron representantes de 136 sindicatos y de las milicias anarquistas se aprobó la creación del Consejo Regional de Defensa de Aragón. En aquellos momentos la CNT catalana ya había entrado en el gobierno de la Generalidad. La creación del Consejo era vista como una necesidad ante los crecientes ataques a las colectividades de las columnas del PSUC y catalanistas.
A partir de entonces, con el Consejo Central de Milicias Antifascistas de Cataluña disuelto, y con la entrada en el consejo de la Generalidad, la situación revolucionaria va decayendo en Cataluña. Por su parte en Aragón, al constituirse el Consejo, es justo en ese momento (octubre de 1936) cuando comienza la revolución, que durará mientras dure el consejo. El consejo será disuelto manu militari, por la 11.ª División de Líster, a las órdenes del Gobierno central, en agosto de 1937. El Consejo de Aragón supone, de hecho, la "toma del poder" que la CNT se había negado hacer en Cataluña. Será esta acción muy criticada por los comités superiores de la central sindical - en pleno proceso de negociación para entrar en el Gobierno republicano - y muy aplaudida por la base. Se les obligará a aceptar la entrada de otras fuerzas políticas en el Consejo. Pero de todas formas, el Consejo seguirá siendo, hasta agosto de 1937, un organismo autónomo del Gobierno central.
Pero al avanzar la guerra se fue viendo la necesidad de estar militarizados, y de tener un mando único. El CCMA nunca pudo organizar correctamente el mando único de las milicias. Cada una tenía sus propias prioridades y la improvisación era casi total. Además al estar divididas por ideología, la colaboración entre ellas era escasa, llegando al boicot en algunas ocasiones. Pero para finales de año las milicias se van militarizando, y el 6 de diciembre de 1936 se crea el denominado Exèrcit Popular de Catalunya, con las divisiones Ascaso, Marx, Durruti y Macià-Companys.
Al gobierno central no le sentó nada bien este ejército catalán ya que rompía con la iniciativa centralizadora de la guerra en manos de Largo Caballero. Finalmente se formarían las divisiones 25.ª (de la Columna Ortiz), la 26.ª (de la Columna Durruti), la 27.ª (de la Columna Carlos Marx), la 28.ª (de la Columna Ascaso) y la 29.ª (de las columnas del POUM) ya controladas e integradas en el Ejército Popular de la República. Quedaban las columnas Bueno, y Macià-Companys, que se convirtieron en brigadas mixtas autónomas, la 130.ª y la 131.ª.
El gobierno de la Generalidad sería destituido tras los Hechos de Mayo, de 1937.

### El Desembarco de Mallorca
A primeros de agosto de 1936, el comandante Alberto Bayo es encargado de llevar a cabo la operación para la conquista de la isla de Mallorca, entonces bajo control de los militares sublevados. El 6 de agosto concluyen los preparativos para la toma y el Comité Central de Milicias Antifascistas de Cataluña le presta su apoyo logístico. El 16 de agosto desembarcan en Mallorca alrededor entre 6000 y 10 000 hombres y entablan combate entre Punta Amer y Porto Cristo, en la parte oriental de la isla. Estas tropas se habían formado a partir de la guarnición de Menorca, que se mantuvo fiel a la República, de guardias de asalto, algunos militares y voluntarios de las organizaciones políticas y sindicales republicanas. 
Según el propio Bayo formaban el contingente: milicianos del Partido Socialista Unificado de Cataluña (eran la mayor parte), una centuria de extranjeros, jóvenes de Estat Català, de la CNT, de Esquerra Catalana, Acció Catalana y FAI. Entre la gente de CNT, se sabe que el Sindicato de Transportes organizó un pequeño grupo de 37 voluntarios que embarcaron el 14 de agosto en el destructor Almirante Miranda. También se apuntaron otros 31 afiliados a la CNT de Menorca. Entre ellos había unos cuantos que formaban el grupo 19 de Julio, de la FAI (Alberto Sansano, Antoni Gilabert, Cristòfol Pons, Justo Donoso y Juan Yagüe).
En principio el desembarco en Mallorca, no fue conocido por el CCMA. Parece ser una iniciativa propia de Alberto Bayo, que la consultó directamente con el presidente Companys. Éste se entusiasmó con el proyecto y ordenó a Bayo a seguir adelante. Pero debía ser una idea que ya estaba en mente de muchos republicanos.
Ya desde el 23 de julio se inician distintas acciones contra los sublevados y ese mismo día aviones republicanos bombardean Palma de Mallorca. Otra operación menor será llevada a cabo el 1 de agosto, cuando efectivos republicanos procedentes de Menorca y debido a un incidente aeronáutico, toman  Cabrera brevemente, abandonándola al poco tiempo.
Para seguir las operaciones mejor consultar con el artículo dedicado al desembarco. Resumiendo las operaciones:
- El día 2 de agosto Bayo llega a Menorca para coordinar las operaciones e iniciar los preparativos.
- 6 de agosto. Finalizan los preparativos logísticos. Tanto el CCMA, como la Generalidad dan su apoyo al proyecto.
- 7 de agosto. Bayo toma la isla de Ibiza, con muy poca resistencia. También en ese día el capitán Uribarri, llega desde Valencia con otra columna, la luego conocida como Columna Fantasma, que toma la isla de Formentera.
- 13 de agosto. Unos 400 anarquistas no vinculados al plan de Bayo toman la isla de Cabrera.
- 16 de agosto. Se produce el desembarco. Atacaron la isla por la zona de Punta Amer y Porto Cristo.
- 27 de agosto. Los nacionales reciben refuerzos
- 5 de septiembre. Se ordena la retirada de las fuerzas ocupantes.
- 9 de septiembre. Parte de las tropas retiradas llegan a Ibiza.
- 19 de septiembre. Los nacionales toman Ibiza.
- 20 de septiembre. Termina la operación.

Es decir, que la operación fue un fracaso total de parte de los republicanos. Pagarán su error de no reforzar a las fuerzas ocupantes, y de ordenar la retirada (hecha por la antipatía de Indalecio Prieto, ministro de la marina, a esta operación). Meses después, Palma de Mallorca se convertiría en una base militar clave para atacar los puertos republicanos en la costa mediterránea. Se puso de manifiesto la incompetencia militar de los republicanos y la falta de un mando único que coordinase las distintas fuerzas participantes. Bayo y Uribarri no se entendieron, y Uribarri se volvió a Valencia. Bayo tampoco se entendió con los anarquistas que fueron a Cabrera, y éstos desembarcaron en Mallorca antes de que Bayo lo ordenara, y sin comunicárselo, perdiéndose el efecto sorpresa.
De esta derrota las tropas republicanas se reestructuraron, y partieron a los frentes. Al frente de Aragón saldría una columna de milicias anarquistas, la Roja y Negra, los miembros del PSUC formarán otra columna, que se enviará a Madrid de refuerzo. Y Uribarri sería reasignado al frente de Extremadura y el Valle del Tajo a donde fue con su columna.

### Columnas confederales catalanas en otros frentes
Dentro de la política militar del CCMA no entraban otros frentes que no fueran los de Aragón o las Islas Baleares. Sin embargo, fuera del CCMA, aunque posiblemente bajo su conocimiento se formarían varias columnas que reforzarían el frente del Centro.
En primer lugar partió la columna del PSUC, Libertad o Llibertat, mandada por Rafael López Tienda. Este morirá más adelante en el frente, pero su columna seguirá manteniendo su nombre, aunque alternándolo con Libertad. La columna llegó a tener 4500 miembros, aunque resultó diezmada en octubre de 1936, siendo reforzada con otros 2500 hombres en noviembre, cuando le tocó combatir en la Batalla de la Ciudad Universitaria, en Madrid.
Otra columna catalana sería la Columna Tierra y Libertad. Se trata de una columna de la CNT-FAI, organizada a instancias de Diego Abad de Santillán y de Federica Montseny. Sería comandada por José Ramos por la CNT y el anarquista portugués Germinal de Souza por la FAI. La columna sería de unos 1500 milicianos catalanes de las comarcas del Alto Llobregat, sobre todo. Sería dividida en octubre. Una parte iría a combatir a la Sierra de Albarracín, junto con otras unidades confederales que serían conocidas como Columna del Rosal. La otra seguiría en los frentes madrileños hasta finales de año. Sería una de las columnas más opuestas a la militarización, aunque finalmente tuvo que aceptarla, convirtiéndose en la 153 BM.
En tercer lugar destaca la Columna Durruti. En noviembre de 1936, en vista del curso de la batalla de Madrid, Durruti es convencido de que vaya al frente central a apoyar a los republicanos. En principio piensa llevar toda la columna, pero finalmente decide dividirla y llevarse unos 1600 milicianos. Tampoco quería ir él mismo, sino que consideraba a Miguel Yoldi como más capacitado. Pero de nuevo se le convence que es él la persona más idónea para dirigir la columna debido a su reputación y fama. Durruti va a Madrid, también en el sector de la Ciudad Universitaria, y allí muere el 20 de noviembre. El resto de la columna seguirá combatiendo hasta enero de 1937.

## CCMA, Generalidad y gobierno central
La creación del Comité Central de Milicias Antifascistas (CCMA) no supone la disolución de la Generalidad. El presidente catalán, Lluís Companys le ofrece a la CNT - entonces con el control de la calle - crear el CCMA como organismo militar que intentase tomar las ciudades y regiones anexas que aún estaban en poder de los sublevados. Tras un proceso de debate interno, que va desde el 21 al 26 de julio, la CNT acepta. En esos momentos no se conoce el alcance de la sublevación. Se sabe que habrá guerra, pero no cuánto puede durar. Se piensa que durará el conflicto unas semanas. Mientras tanto se acepta el CCMA como un organismo de colaboración entre los diferentes partidos y sindicatos republicanos.
Por ello, toman el control enseguida de las milicias que ya existen autónomamente desde el día 21 al 23 de julio, se crean las Patrullas de Control, para organizar la vigilancia de la retaguardia, se crea el Comité de Abastos y se reorganiza la industria para adaptarla a la producción de guerra. Por su parte la Generalidad, al no ser abolida, sigue operando, aunque sin demasiado éxito. Irán por detrás del CCMA legalizando todo lo que está ocurriendo de facto en la calle. Por ejemplo, se reducen a la mitad los alquileres de las viviendas, se realiza un decreto de incautación de propiedades y de empresas de fascistas, se legalizan los comités revolucionarios locales, se crea una "justicia popular", etc.
Desde la postura anarquista, de los afiliados de la base, lo que hacían los comités superiores de la CNT se entendía como un mal menor. Tenían el poder en la calle. Los comités de defensa estaban armados a cientos en los barrios, los sindicatos organizaban milicias que iban a los frentes, y comenzaban las incautaciones de los edificios de la burguesía y de la iglesia sin que nadie se atreviera a decir nada. Pero ese poder no se transformó en un poder político efectivo.
Ante la imposibilidad de "tomar el poder", (debido a que no podrían tomarlo en Madrid, y que estaban en medio de una guerra) se decide continuar con una alianza antifascista de carácter inter-clasista (entre los partidos "burgueses" y los movimientos obreros) y provisional. El resto de militantes anarquistas se da a las tareas de la revolución social, expropiando empresas, creando colectividades e impulsando organismos educativos como el Consejo de la Escuela Nueva Unificada (CENU).
En aquellos momentos muchos comités revolucionarios en los pueblos se iban convirtiendo en los ayuntamientos legales. Por este motivo en bastantes lugares se dio el caso de tener alcaldes anarquistas. Desde ahí, y a medida que pasaba el tiempo con la convivencia entre las distintas fuerzas, muchos anarquistas comienzan a no ver tan mal la cooperación. En septiembre la Generalidad ha recuperado parte de su fuerza y de su legitimidad y ya se atreve a quejarse del CCMA, que le hace sombra. Y durante todo el mes se llevan a cabo conversaciones para terminar con la dualidad de poderes que existe en Cataluña. Dentro de la CNT están a favor de participar en el nuevo gobierno los treintistas, con Peiró a la cabeza, y los miembros del grupo anarquista Nervio, de la FAI, que controlaban ya la misma (Diego Abad de Santillán, Jacinto Torhyo, Mariano Vázquez, etc.) así como la prensa e incluso el comité regional de la CNT. El 26 de septiembre la CNT - que es la fuerza que al fin y al cabo tiene la fuerza en Cataluña - acepta disolver el CCMA y que se refunda éste en la Generalidad.
El Comité Central de Milicias Antifascistas queda disuelto formalmente 1 de octubre de 1936 y la CNT entró a formar parte en el gobierno de la Generalidad, recién bautizado como Consejo de la Generalidad, debido al rechazo que suscitaba la palabra Gobierno en la confederación. El Consejo quedó constituido de la siguiente manera: Presidente y Hacienda, Josep Tarradellas (Esquerra); Cultura, Ventura Gassol (Esquerra); Seguridad interior, Artemio Aiguader (Esquerra); Economía, Joan P. Fábregas (CNT); Abastos, Juan J. Doménech (CNT); Sanidad y Asistencia Social, Antonio García Birlan (CNT); Servicios públicos, Juan Comorera (PSUC); Trabajo y Obras públicas, Miguel Valdés (PSUC); Agricultura, José Calvet (Rabassaires); Defensa, Díaz Sandino (técnico, Esquerra); Sin cartera, Rafael Closas (Acció Catalana).
De esta manera se da un visto bueno desde Cataluña a que la CNT a nivel estatal participe en el gobierno, cosa que era pedida por Horacio Prieto, secretario general de la CNT. Prieto era partidario de que la CNT estuviera representada en el gobierno de Largo Caballero, y se dedicó a convencer al resto del sindicato. Cuando las propuestas intermedias (la propuesta de crear un Consejo Nacional de Defensa; que era una medida buscada por la CNT para no tener que entrar en los gobiernos) fueron rechazadas por utópicas por Largo Caballero, no quedó más remedio que aceptar entrar en el gobierno. En el camino la política de pactos llevó al sindicato a renunciar a muchas cosas, entre ellas a la revolución. Y fue la defensa de las ganancias de la revolución el argumento esgrimido precisamente para entrar en el gobierno.
El 6 de noviembre tomarían posesión en el gobierno central Juan García Oliver (justicia), Federica Montseny (Sanidad), Juan López (comercio) y Juan Peiró (industria). En uno de los primeros decretos de la nueva Generalidad, del 9 de octubre, se sustituyen todos los Comités locales de Cataluña por Consejos Municipales legales. Que García Oliver abandonara Cataluña dejaría a los anarquistas catalanes sin una figura clave para su acción política. García Oliver fue el auténtico organizador del CCMA.
El 17 de diciembre se constituirá el segundo gobierno de la Generalidad catalana. Estará presidido por Lluís Companys, de ERC, aunque el verdadero "hombre fuerte" de este gabinete será Josep Tarradellas, del mismo partido. ERC también conservará Cultura, y lo que es más importante, Seguridad Interior, en manos de Artemi Aiguader. La CNT, por su parte, controlará Defensa, Economía, Servicios públicos y Sanidad. La UGT tendrá las consejerías de Abastecimientos, Trabajo y Justicia; y Unió de Rabassaires, Agricultura.
El diario de la CNT, Solidaridad Obrera, celebrará este nuevo gobierno como si fuera un triunfo político: un "gobierno sindical" de la UGT y la CNT junto con la "pequeña burguesía" (ERC). Sin embargo, los comunistas habían vetado toda entrada del POUM al gobierno, que perdió las secretarías que controlaba en el anterior gobierno Andreu Nin. Ante esta jugada política, los anarquistas apenas articularon queja alguna. Olvidaban que en aquellos momentos decir UGT, era decir PSUC. Desde la consejería de Abastecimientos Joan Comorera comenzaría su particular batalla contra los diferentes comités de abastos de los barrios de Barcelona, en manos de los sindicatos de la CNT.
Tarradellas conseguiría aprovecharse políticamente de la fuerza enorme de la CNT catalana para lograr un grado mayor de autonomía. Lanzaría la idea del Exèrcit Català, que sería el primer paso para un ejército nacional de una hipotética Cataluña independiente. La CNT entraba en este juego sin proponérselo, debido a su apuesta por el federalismo y su desconfianza en el gobierno central. Los franquistas ya habían previsto esta situación y estaban llevando a cabo conversaciones internacionales para que de España no se secesionaran territorios, ya fuera Cataluña o País Vasco; cosa que Alemania, Italia y Gran Bretaña aceptaron para no tener que tratar en el futuro con un posible "avispero español". Sin embargo, los comunistas estuvieron siempre en contra de cualquier intentona secesionista. Estos apoyaban la idea de un Gobierno central fuerte.
El Consejo de la Generalidad entraría en crisis tras las Jornadas de mayo de 1937 y la dimisión de Largo Caballero y sería disuelto. La crisis de la CNT correría paralela a la de la autonomía catalana.

## Colectividades y revolución
La colectividad, en España, era cada una de las instituciones económico-sociales que inspiradas en los principios anarquistas se formaron durante la situación revolucionaria que acompañó a la guerra civil en diversos puntos de la geografía española. Dos de los casos más conocidos fueron las empresas colectivizadas en la ciudad de Barcelona y las colectividades agrarias de Aragón. En Barcelona las colectividades ejercieron un papel empresarial similar a las cooperativas de autogestión. Servicios de la ciudad como los transportes urbanos fueron gestionados por colectividades, incluso lugares como hoteles, barberías, y restaurantes fueron colectivizados y administrados por sus trabajadores.
Al tomar la decisión de colaborar con otras fuerzas antifascistas, la mayoría de los militantes de base que quedaron en la retaguardia comenzaron a consolidar el proceso revolucionario que había comenzado con la derrota de los militares sublevados. Poco a poco se produce una incautación de las empresas y tierras de los empresarios y terratenientes directamente vinculados con el levantamiento. Muchos patrones no aparecen por sus puestos de trabajo por miedo a ser represaliados por ser de derechas. Los más implicados en el golpe salen del país o se esconden.
Cuando termina la huelga general, a comienzos del mes de agosto, los sindicatos ya están a cargo de la producción. Una de las primeras decisiones será la de crear una industria militar en Cataluña. En esta zona predominaba el textil, pero tras quedar bloqueado el transporte de materias primas parte de la industria quedaba ociosa. Es entonces cuando se comienza el proceso de crear una industria de guerra que pudiera producir armas y municiones suficientes para el frente. Pero a raíz de esta industria se reforzó mucho la metalurgia y la industria química. Estas industrias aunque a cargo estuviera la Generalidad en realidad estaban bajo un régimen de control obrero, es decir, bajo el mando de los comités de fábrica organizados por los sindicatos. De esta forma aunque -como ocurrió más adelante- hubiera aún patrones o directores, la producción real estaba controlada por los trabajadores.
Se procedió a colectivizar el máximo de fábricas, talleres y empresas creando comités y coordinadoras. También se produjo una concentración de cooperativas, que durante la guerra llegaron a tener, por ejemplo, en el barrio de Sants, hasta 10 000 miembros. En algunos casos se organizó toda una industria, por ejemplo, la de la madera, que estaba socializada.
El estudioso de la revolución, Antoni Castells Durán, dice que existían tres niveles: primero, la incautación y colectivización de la empresa, luego la socialización de un ramo o sector industrial y por último la socialización global de la economía (que no tuvo lugar).

El proceso de transformación colectivista en la industria y los servicios, alcanzó rápidamente una gran extensión, por lo que respecta al primer nivel: el de la colectivización de las empresas –entre un 70% y un 80% de las empresas fueron colectivizadas-, llegando también, en la mayor parte de los ramos, a un segundo nivel: el de la constitución de las agrupaciones, en el que se detuvo, al fracasar los intentos de avanzar hacia un tercer nivel: el de la socialización global de los grupos industriales.

Las grandes empresas colectivizadas como los tranvías de Barcelona colectivizados (3442 empleados de los que, el 19 de julio de 1936, 3322 estaban afiliados a la CNT), las compañías de ferrocarriles, las empresas colectivizadas Hispano Suiza (metalurgia), CAMPSA (petróleo), La España Industrial (textil), Rivière (metalurgia), Cervecerías DAMM (bebidas), …y las agrupaciones como La Agrupación Colectiva de la Construcción de Barcelona (11.000 trabajadores), La Madera Socializada de Barcelona (8000 trabajadores), La Agrupación de los Establecimientos de Barbería y Peluquería Colectivizados de Barcelona (4000 trabajadores), Los Espectáculos Públicos de Barcelona Socializados (10.000 trabajadores), Los Servicios Eléctricos Unificados de Catalunya (11.500 trabajadores), La Industria Colectivizada Espejos, Cristales y Vidrios Planos, La Colectividad Óptica de Barcelona, La Industria de la Fundición Colectivizada, La Agrupación de Productores de Maquinaria y Material Frigorífico, La Colectividad de Básculas, Arcas, Muebles Metálicos y Balanzas, Los Servicios de Gas Unificados de Catalunya, La Agrupación de la Industria Gastronómica,…etc., constituyen las experiencias más importantes y significativas de la colectivización de la industria y los servicios y al ser la agrupación la forma más compleja y elevada de organización, hace que su análisis sea fundamental para el conocimiento de dicha experiencia y que del mismo se puedan extraer elementos importantes de la socialización global a que aspiraba la alternativa colectivista.
Antoni Castells Durán. 

Es decir, que en Cataluña participaron alrededor de:

El dato mínimo de colectividades agrícolas esde 297 y el máximo de 400. Si tomamos 350 con 200 personas de promedio, tenemos 70.000. Para la autogestión industrial, según la ley, el conjunto de los obreros estaba definido, aunque el paro era importante. Tomando el 80 % de los 700.000 obreros que había en la provincia, tenemos 560.000 personas, esto es, con sus familiares, un mínimo de 1.020.000.
Frank Mintz. Autogestión y anarcosindicalismo en la España revolucionaria. Traficantes de Sueños, 2004

Mintz da un dato importante, que es que las cifras de colectivistas individuales normalmente habría que tomarlas en familia. Pero algunas familias tenían a más de una persona en la colectividad trabajando, así que en términos generales se compensarían las cifras.
En el campo también tuvo lugar una poderosa transformación socioeconómica. Los campesinos colectivizaron la tierra, tanto al tomarla de los terratenientes, ocupando sus tierras, como juntando las tierras, herramientas y animales de los diferentes colectivistas en una sola colectividad.
Al extenderse la revolución por tierras de Aragón, se constituyeron hacia 1937, unas 450 colectividades en total. Esto significaba un número de unos 300.000 colectivistas.
El 22 de octubre se aprueba el Decreto de Colectivizaciones, por parte de la Generalidad. Será obra del cenetista Fábregas, a cargo de la Consejería de Economía. Aunque el Decreto garantizaba la supervivencia de la propiedad privada, los colectivistas, podían prescindir de dicho decreto. A pesar de la oposición de la Generalidad, después de la aprobación del decreto, procedieron a la colectivización de las pequeñas empresas de la industria y los servicios, en especial al constituir las agrupaciones o concentraciones de empresas.
Además estos partidarios de la colectivización realizaron una intensa campaña de explicación y persuasión dirigida a la pequeña burguesía, en la que insistían en las ventajas que comportaba para la "clase burguesa" la nueva vida en una sociedad libre y solidaria. No tuvieron en ese aspecto tanto éxito.

## Contrarrevolución
Para comprender correctamente la llamada "contrarrevolución", hay que tener en cuenta el proceso revolucionario que estaba teniendo lugar en Cataluña desde julio de 1936. Además de las milicias que iban al frente, que era lo más visible de este proceso, se daban en la calle numerosos signos evidentes de una revolución: comedores populares en los hoteles y los restaurantes de lujo, creación de mercados de abastos en cada barrio por los comités de barriada, expropiación de vehículos privados, edificios, de cuarteles, de conventos e incluso de la sede de la Patronal (Fomento del Trabajo), denegación del pago de alquileres, quema de iglesias, ajusticiamiento de simpatizantes con la sublevación, etc.
Pronto esta revolución se comenzó a organizar incautando empresas y fábricas. Comenzó a llevarse a cabo un proceso de colectivización en la industria y en el campo, y su posterior conversión en socialización (es decir, agrupación de industrias de un mismo sector) a gran escala.
Lógicamente este proceso socialista espontáneo asustó a los grandes propietarios y a los representantes de las naciones democráticas en Barcelona (Gran Bretaña, Francia, Estados Unidos, etc.). Por lo tanto presionaron al gobierno de la Generalidad para que hiciera algo para frenarlo. La Generalidad estaba presidida por Lluís Companys, de ERC, por entonces el partido más poderoso del Frente Popular en Barcelona. Pero este gobierno durante el mes de agosto permaneció inoperante ante el enorme poder adquirido por el mencionado CCMA. Se limitó a firmar decretos que no podía hacer cumplir, y a aceptar otros decretos que el CCMA le hacía firmar.
Paralelamente, el 23 de julio, se forma un partido nuevo, fruto fusión de las Federación Catalana del PSOE, la Unió Socialista de Catalunya de Joan Comorera, el Partido Comunista de Cataluña, y el Partit Català Proletari. Se trataba del Partit Socialista Unificat de Catalunya, que pronto sería el representante de la Internacional Comunista en Cataluña. Como un primer paso de acercamiento de la URSS hacia la República, el 25 de agosto, llegan a España representantes soviéticos. Marcel Rosenberg iría a Madrid como embajador (sería quien impulsaría definitivamente a Largo Caballero a la presidencia del Gobierno) e Ilya Ehrenburg se dirigiría a Barcelona para organizar un consulado soviético.
Durante los primeros tiempos el PSUC se dedicó a organizar milicias y a apoyar a la Generalidad, a la vez que participaba en el CCMA. A la vez comenzó una fuerte campaña de consolidación y de "estalinización" del partido. Entre las primeras medidas estuvo controlar la UGT en Cataluña, que por aquel tiempo también el POUM trataba de controlar. Finalmente triunfaría el PSUC. Se agrupó en la UGT todos los que no estaban en la CNT. Así, por ejemplo ingresaron en la UGT también los sindicatos catalanistas del CADCI. Su política sería la de oponerse a la revolución en curso y decir que primero había que ganar la guerra, lo que cayó muy bien entre la clase media.
En estos momentos se da un proceso de trasvase de la influencia política (que no de afiliación) de ERC hacia el PSUC. El PSUC fue logrando unir a todos los que se oponían a la revolución en torno suyo. Pasó de unos 6000 afiliados en julio hasta 40 000 en el primer trimestre de 1937. El grueso de la militancia del PSUC sería gente nueva que nunca había pertenecido a ningún partido anteriormente.
En tercer lugar, habría que hablar de la política interna de la CNT-FAI. Ya se ha visto cómo las circunstancias de guerra civil, habían aplazado "la toma del poder" y la implantación del comunismo libertario en Cataluña para mejores momentos. Al entrar en una política de alianzas antifascista y frentepopulista, no se disuelve el gobierno de la Generalidad, ni el ejército, ni siquiera la Guardia Civil o la Guardia de Asalto. Al contrario, se intenta controlar todas las palancas del poder: tanto el gobierno mediante el CCMA - como las fuerzas armadas - mediante los mencionados Consejos de Obreros y Soldados. Pero por fuera de estas iniciativas estaban las iniciativas de la base militante anarquista mediante los comités de barriada, que aseguraban el abastecimiento de los barrios, así como de las milicias (que aunque fueron creadas por el CCMA llevaban un impulso de base muy importante) y por supuesto la colectivización de la industria y del campo.
Pronto la política de pactos de la CNT dio lugar a una aceptación tácita de la existencia del Estado. Ya que había que convivir con él, algunos comités superiores de la CNT proponían (por ejemplo, el Comité Regional catalán de CNT dirigido por Mariano Vázquez) la fusión del CCMA con la Generalidad. Era esta una idea de la propia Generalidad, viendo que la dualidad de poderes existente hacía totalmente ineficaz la gestión del territorio. Además la proliferación de comités locales había hecho que el poder tanto del CCMA como de la Generalidad solamente fuera efectivo en Barcelona y sus alrededores.
En resumen, durante el mes de septiembre se produce un acercamiento entre los dos poderes existentes, que terminó en una fusión creándose el Consejo de la Generalidad a finales de mes. Este hecho fue interprentado desde la CNT nacional como una aceptación de la entrada en el Gobierno nacional. Como se ha dicho más arriba, la CNT catalana era la Regional más grande, y había estado en manos de anarquistas intransigentes durante años. Si ahora éstos entraban en un gobierno (aunque se llamara de otra manera), estaban dando el visto bueno a la entrada en el Gobierno nacional.
Así que el secretario nacional de la CNT, Horacio Prieto, entró en negociaciones con Largo Caballero para proceder a coger algunos ministerios del gobierno central. La CNT en septiembre ya buscaba algún tipo de solución a nivel nacional. Por eso lanzó la iniciativa de crear un Consejo Nacional de Defensa, que no fue aceptado por los socialistas ni los republicanos.
En octubre y en noviembre comienza a llegar en gran número material de la Unión Soviética a la España asediada. Los comunistas lograron realizar una campaña de propaganda intensiva y con éxito, que les ayudó a capitalizar políticamente esta ayuda. A la vez criticaban incansablemente desde sus medios a las milicias, especialmente a las anarquistas, acusándolas de inactividad en el frente, de indisciplina e ineficacia; y a las colectividades, acusando a los anarquistas de no estar haciendo nada en el frente por culpa de haber detenido a hacer colectivizaciones (acusaciones que llegan hasta hoy).
Los sucesos más claros de la contrarrevolución en Cataluña comenzaron con la expulsión del POUM de la Generalidad. Esto sucedió en diciembre en el cambio de gobierno en la Generalidad. Se trató de una larga campaña de infamias del PSUC y de los asesores soviéticos contra el POUM. Se lo acusaba de fascista y de estar ayudando a Franco. En el cambio de gobierno Andreu Nin, que estaba en la consejería de justicia, fue cesado.
En ese mismo cambio de gobierno Joan Comorera, jefe del PSUC, toma el control de la consejería de Abastecimientos en la Generalidad. Desde este puesto comienza un ataque sistemático contra las colectivizaciones. Más tarde provocó artificialmente una escasez de productos alimentarios, fomentando las "colas del pan" donde se producían numerosos tumultos y echando posteriormente la culpa de esa escasez a los comités de abastos barrio de la CNT.
Los ataques a algunas empresas colectivizadas, y a las colectividades rurales, utilizando la Guardia de Asalto (reforzada en 1937 por militantes del PSUC), y la censura en la prensa controlada por la CNT (mientras que la prensa del PSUC tenía libertad para difamar a sus rivales), llevó a un rearme de las bases anarquistas. Resurgieron paulatinamente los Comités de Defensa y en el frente se creó la agrupación de los Amigos de Durruti. El anarquismo, en vista de que ya no podía confiar en los comités superiores de la CNT o de la FAI, totalmente sometidos a la política del Frente Popular, tenía que crear nuevas organizaciones. Las Juventudes Libertarias tampoco pudieron ser controladas e incluso en abril de 1937, la FAI de Barcelona se muestra contraria a la política de pactos antifascistas que se estaba llevando a cabo.
Es entonces cuando la consejería de seguridad ordena a la Guardia de Asalto a tomar el edificio de la Telefónica de Barcelona, en poder de los sindicatos de la CNT. Al negarse éstos a ser desalojados, piden refuerzos y se producen los choques armados que se conocerán como las jornadas de mayo. Durante 6 días se produjeron duros enfrentamientos en las calles de Barcelona que provocaron la muerte de unas 500 personas de ambos bandos. Por un lado estaban las fuerzas del orden y los militantes del PSUC, y por el otro los del POUM, y los militantes anarquistas de base (Juventudes Libertarias, Amigos de Durruti y comités de defensa).
Ante la amenaza de los anarquistas y los del POUM de abandonar el frente en masa y reconquistar la retaguardia, los comités superiores de la CNT (Federica Montseny, García Oliver) se dan prisa en calmar a los suyos, ya que un abandono del frente sería una catástrofe militar. También algunos militantes como García Vivancos o Gregorio Jover logran calmar a los milicianos para que no abandonen el frente.
Estos hechos provocaron una tormenta política en el bando republicano. Por un lado los comunistas atacaron una vez más a Largo Caballero, que ya se encontraba solo políticamente, y dimitió a mediados de mayo. Fue sustituido por Juan Negrín que, entre sus primeras medidas, firma la ilegalización del POUM, culpable de los hechos de mayo en la "versión oficial". Por otro lado en la CNT-FAI se produce otro terremoto, que termina con la dimisión de los 4 ministros anarquistas en el Gobierno central. El POUM, ya ilegal, es definitivamente liquidado por el PSUC. Sus militantes más conocidos son asesinados, detenidos o se esconden. Y por último, la Generalidad catalana terminó perdiendo toda la autonomía, en beneficio del gobierno central.
A partir de entonces se podía decir que el Estado republicano se encontraba en guerra con el Estado nacionalista, y ya no se da la situación una Revolución en guerra con el Fascismo. Y sin embargo el control obrero de la producción subsistió hasta el final de la guerra. Por mucho que la CNT hubiera perdido sus posturas revolucionarias tenía 1 millón de afiliados en Cataluña como estimación máxima, y una mayoría de soldados en el Frente de Aragón.

## Relacionado
- Federación Ibérica de Juventudes Libertarias
- Mujeres Libres